# Cesina Bermudes
Cesina Borges Adães Bermudes (* 20. Mai 1908 in Anjos, Lissabon; † 5. Dezember 2001 in Nossa Senhora de Fátima, Lissabon) war eine portugiesische Ärztin, Geburtshelferin und Feministin.

## Leben
Bermudes wurde als Tochter des Theaterschriftstellers und Essayisten Félix Bermudes aus Porto und Cândida Emília dos Reis Borges aus Lissabon geboren.
Sie besuchte das Liceu Camões und war das einzige Mädchen in einer Klasse mit fünfzehn Jungen. Sie schloss 1933 (oder 1932) ihr Studium an der Faculdade de Medicina da Universidade de Lisboa (Teil der Universität Lissabon) ab, machte 1933–1934 ihr allgemeines Praktikum und 1936–1937 (oder 1937–1938) das chirurgische Praktikum und ihre fachliche Spezialisierung in der Geburtshilfe. Sie war Assistenzärztin bei Henrique de Vilhena (1879–1958) am heutigen Centro Hospitalar Lisboa Central.
Am 11. März 1936 wurde sie in Lissabon standesamtlich mit dem damals 32-jährigen João Augusto Pimentel Moutinho verheiratet, einem Industriellen aus Vila Nova de Foz Côa. Weniger als ein Jahr später, am 24. Februar 1937, ließ sich das Paar aber wieder rechtskräftig scheiden.
Noch in den 1940er Jahren wurde Bermudes politisch aktiv, als sie 1945 die Aufrufe der Movimento de Unidade Democrática unterzeichnete und die Einrichtung einer Frauenkommission in dieser Bewegung befürwortete.
Sie promovierte 1947 mit der Note 19 (von maximal 20) an der medizinischen Fakultät in Lissabon, als zweite Frau des Landes nach Domitila de Carvalho.
1948 unterstützte sie die gegen den Estado Novo gerichtete Kandidatur von José Norton de Matos bei den portugiesischen Präsidentschaftswahlen 1949 und war Mitglied des Zentralkomitees des Movimento Nacional Democrático Feminino, zusammen unter anderem mit Maria Lamas, Maria Isabel Aboim Inglês und Manuela Porto. Als eine der Leiterinnen verschiedenen eingerichteter Kommissionen zur Förderung der Wahl von Frauen sprach sie bei verschiedenen Kundgebungen für ihre Kandidatinnen. Gemeinsam mit Ermelinda Cortesão und Luísa de Almeida nahm sie am 7. Februar 1949 an einer Delegiertenversammlung teil, auf der ein Wahlboykott diskutiert wurde und in deren Folge Noron de Matos seine Kandidatur zurückzog. Sie wurde als Mitglied des Zentralkomitees des Movimento Nacional Democrático Feminino verhaftet, verhört und am 14. Oktober 1949 in das Gefängnis von Caxias gebracht, aus dem sie drei Monate später, am 14. Januar 1950, entlassen wurde. In der Zwischenzeit wurde sie aufgrund ihrer antisalazaristischen Überzeugungen daran gehindert, an der medizinischen Fakultät in Lissabon zu unterrichten, und war gezwungen, an verschiedenen Industrieschulen Kinderbetreuung zu unterrichten. 1950 war sie zusammen mit Maria Isabel Aboim Inglês, Maria Lamas und Virgínia Moura an der Gründung des Comité Nacional de Defesa da Paz beteiligt. Als im Oktober 1950 die sterblichen Überreste des ehemaligen Staatspräsidenten Manuel Teixeira Gomes überführt wurden, nahm sie zusammen mit Hunderten von anderen Regimegegnern an dem Trauerzug zum Friedhof von Portimão teil.
1954 reiste sie nach Paris, um in einem Kurs des französischen Geburtshelfers Fernand Lamaze dessen psychoprophylaktische Methode als Konzept für eine schmerzfreie Geburt zu erlernen. Zusammen mit den Ärzten Joaquim Seabra-Diniz, Pedro Monjardino und João dos Santos, die sie in der portugiesischen Hauptstadt kennenlernte, war sie eine der Pioniere dieser Methode in Portugal. Zurück in Portugal machte sie die Methode in verschiedenen medizinischen Fachzeitschriften bekannt, darunter in den Artikeln Bases Científicas do Parto sem Dor (1955) und Notas Soltas sobre o Parto sem Dor (1957).
Zusammen mit Virgínia Moura unterzeichnete Bermudes ein Dokument zum 10-jährigen Bestehen des Movimento de Unidade Democrática (1955) und gehörte 1957 zusammen mit den Schriftstellerinnen Lília da Fonseca und Natália Correia der Comissão Cívica Eleitoral de Lisbo an, einer Initiative der Opposition, die auf legale Weise in die bevorstehenden Wahlen eingreifen wollte. Bei den portugiesischen Präsidentschaftswahlen von 1958 unterstützte sie die Kandidatur von Arlindo Vicente und dann von Humberto Delgado. Später gab sie die öffentliche Unterstützung für die Opposition auf, um den Frauen der verbotenen kommunistischen Partei (Partido Comunista Português) für medizinische Hilfe zur Verfügung zu stehen, insbesondere für schwangere Frauen, die im Untergrund leben.
Am 19. Mai 1989 wurde Bermudes mit dem Rang eines Comendador im Ordem da Liberdade ausgezeichnet.
Bermudes war Schwimmerin und nahm auch an Fahrrad- und Autorennen teil. Sie schrieb regelmäßig für die Zeitung República (1956). Sie war Mitglied der Sociedade Anatómica de Portugal und der Sociedade Anatómica Luso-Espanhola-Americana. Dem Beispiel ihres Vaters folgend, gehörte sie ab 1927 der Theosophischen Gesellschaft Portugals an, wo sie auch als Generalsekretärin fungierte.
Sie starb im Alter von 93 Jahren in Lissabon.
Im Jahr 2009 wurde ihr zu Ehren eine Straße im Polo Tecnológico in Lissabon in Rua Cesina Adães Bermudes umbenannt.